# Арно і Жан-Марі Лар'є
Арно Лар'є (фр. Arnaud Larrieu) і Жан-Марі Лар'є (фр. Jean-Marie Larrieu) — французькі брати кінорежисери і сценаристи, більшість своїх фільмів вони знімали разом. Обидва народились в м. Лурд, Франція: Арно — 31 березня 1966 (58 років), Жан-Марі — 8 квітня 1965 (59 років).
Починаючи з 1987 року, Арно і Жан-Марі зняли тринадцять фільмів. Їхній другий повнометражний фільм «Малюй або займайся коханням» (2005) був номінований на «Золоту пальмову гілку» Каннського кінофестивалю. А в 2003 році їх драма «Справжній чоловік» отримала головний приз за найкращий сценарій на кінофестивалі в Торонто. Остання їхня робота — «Останній романтик планети Земля» (2009) знята за участю французького актора Матьє Амальріка.

## Фільмографія
| Рік  | Оригінальна назва           | Українська назва                | Примітки                                                      |
| ---- | --------------------------- | ------------------------------- | ------------------------------------------------------------- |
| 1987 | Court voyage                |                                 | Короткометражка                                               |
| 1988 | Temps couvert               |                                 | Короткометражка                                               |
| 1991 | Les Baigneurs               |                                 | Короткометражка                                               |
| 1992 | Ce jour-là                  |                                 | Короткометражка, документальний                               |
| 1993 | Bernard ou Les apparitions  |                                 | Короткометражка                                               |
| 1999 | Fin d'été                   |                                 |                                                               |
| 2001 | La Brèche de Roland         |                                 | Короткометражка                                               |
| 2001 | Madonna à Lourdes           | Мадонна з Лурда                 | Короткометражка                                               |
| 2003 | Un homme, un vrai           | Справжній чоловік               | Приз за найкращий сценарій на кінофестивалі в Торонто         |
| 2005 | Peindre ou faire l'amour    | Малюй або займайся коханням     | Номінація на «Золоту пальмову гілку» Каннського кінофестивалю |
| 2005 | Les fenêtres sont ouvertes  |                                 | Документальний                                                |
| 2008 | Le voyage aux Pyrénées      | Подорож до Піренеїв             |                                                               |
| 2009 | Les derniers jours du monde | Останній романтик планети Земля |                                                               |
| 2015 | 21 nuits avec Pattie        | 21 ніч з Патті                  |                                                               |